# Mariam Pauline Keita
Mariam Pauline Keita (sinh ngày 2 tháng 9 năm 1983) là tên của một vận động viên bơi lội người Mali chuyên về kiểu bơi ếch. Bên cạnh đó, bà là người dự thi trong thế vận hội ba lần.
Tại thế vận hội mùa hè năm 2000 ở Sydney, bà đã hoàn thành phần thi bơi ếch 100m dành cho nữ. Ở tuổi 17, bà cuộc thi đầu tiên của sự kiện, điều đáng nói ở đây là hai thành viên trong đội bà bị loại. Một là do sai phạm trong lúc bắt đầu, hai là do vi phạm các quy tắc kĩ thuật trong thể thao. Thành tích bà ghi được là 1:37.80.
Trong sự kiện thế vận hội năm 2004, Mariam Pauline Keita bơi nhanh và thể hiện tốt trong phần thi bơi ếch 100m của mình. Bà đứng ở vị trí thứ 6 trong tổng số 46 người dự thi với thời gian 1:30.40, sớm hơn 7 giây so với thành tích trong cuộc thi lần trước.
Lần xuất hiện thứ 3 của bà tại thế vận hội là tại Bắc Kinh. Bà lại dự thi phần bơi ếch 100m nữ như hai lần trước. Đối thủ của bà trong lần thi ấy là Asmahan Farhat của Libya và Anna Salnikova của Gruzia. Cuối cùng, kết quả lần thi này rất tốt, là 1:24.26. Mặc dù đó là kết quả tốt nhất của bà, tuy nhiên bà không thể vào vòng trong bởi vì bà ở hạng 46 trong tổng số những người dự thi.